# Estadi Vicente Calderón
L'estadi Vicente Calderón va ser un estadi de futbol de Madrid, propietat de l'Atlètic de Madrid. Va ser inaugurat el 2 d'octubre de 1966. L'estadi tenia una capacitat de 54.851 espectadors i unes dimensions de 105x70 metres. El primer partit que va hostatjar va ser contra el València CF i va finalitzar amb empat a 1.

## Història
El 17 de març de 1961, Javier Barroso va comprar els terrenys per a la construcció d'un nou estadi, en reemplaçament de l'Estadi Metropolità de Madrid, que va començar a cedir en capacitat. Així, en el mateix any, es van iniciar les obres del nou recinte.
Per al finançament del nou estadi l'Atlètic de Madrid va haver de realitzar el 1958 una emissió de deute en forma d'obligacions hipotecàries que van ser subscrites en la seua gran majoria pels mateixos socis del club que, d'aquesta manera, van contribuir amb els seus estalvis a la construcció del seu estadi.
El dia 2 d'octubre de 1966, es va inaugurar oficialment l'Estadi Manzanares, amb capacitat per a 62.000 espectadors, en un partit contra el València Club de Futbol, que va acabar en empat 1 a 1. Així es va inaugurar el primer estadi d'Europa amb la totalitat de places amb seient. Amb el temps es va anar reduint la quantitat de públic i per tant, també la quantitat de seients, segons es va anar remodelant l'estadi.
El 16 d'abril de 1967 es va disputar el primer derbi madrileny davant el Reial Madrid, en el reinaugurat estadi. La trobada va finalitzar amb un empat 2-2.
En una Junta General de l'Atlètic de Madrid, celebrada el 14 de juliol de 1971, es va acordar el canvi de nom al recinte esportiu, sent triat com nou nom Estadi Vicente Calderón, en honor del llavors president del club, Vicente Calderón.
Acabades les obres de remodelació, l'Estadi Vicente Calderón és reinaugurat el 23 de maig de 1972, davant la presència del llavors Cap de l'Estat Espanyol, Francisco Franco, el Príncep d'Espanya Juan Carlos I de Borbón i el President de les Corts Generals, Alejandro Rodríguez de Valcárcel. Amb motiu de la reinauguració, es va disputar un partit en què es van enfrontar les seleccions d'Espanya i l'Uruguai, que va concloure amb un triomf espanyol per 2-0. Els gols van ser marcats per Óscar Valdez i José Eulogio Gárate.
En una Junta General Extraordinària de l'Atlético de Madrid, celebrada el 4 de juny de 1980, es va aprovar un pressupost de 451.000.000 pessetes per a la remodelació del recinte esportiu, amb la intenció de la Copa del Món de Futbol de 1982. D'aquesta quantitat, 190.000.000 pessetes corresponen a fons de l'Atlético de Madrid, mentre que la resta corresponen a fons subvencionats pel comitè Organitzador de la Copa Mundial de la FIFA. Per a la remodelació, les obres queden a càrrec de l'arquitecte Juan José Barroso.

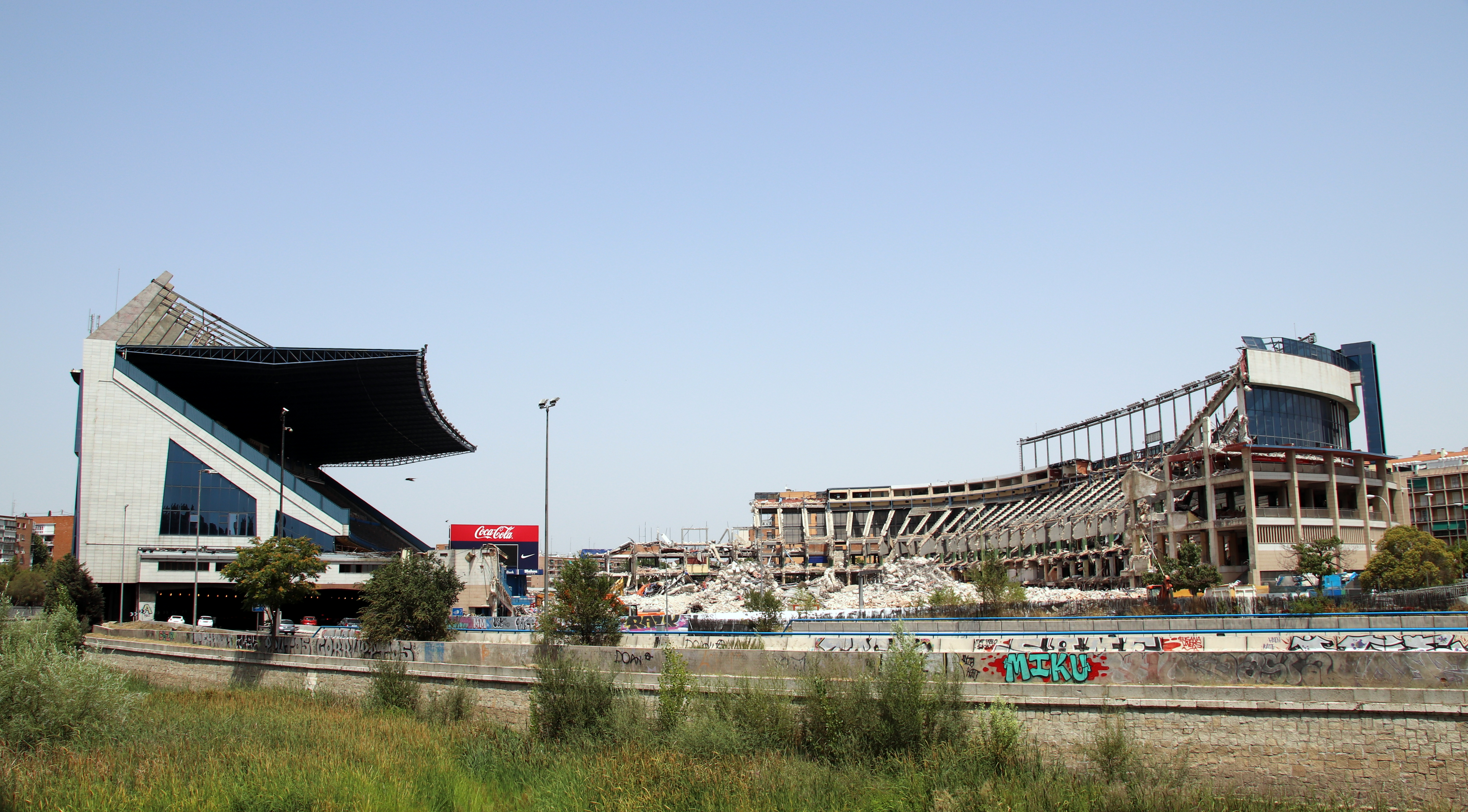
Demolició de l'estadi (juliol de 2019)

El recinte que actualment compta amb capacitat per a 54.851 espectadors, va rebre per part de la UEFA la qualificació d'Estadi 5 estrelles durant l'any 2003.
L'Estadi Vicente Calderón es caracteritzava a més pel pas de l'autovia M-30 per sota de les graderies en el sentit que va des del Nus Sud a Puente Segovia.
L'Estadi Vicente Calderón ha estat escenari de multitud d'esdeveniments musicals, el més multitudinari dels quals fou el concert pel 40 aniversari de la cadena "Los 40 Principales", el dia 17 de juny del 2006, en l'amomenat "Els núm. 1 de 40 en concert", que va durar més de set hores i pel qual van passar més de 40 artistes distints.
El 2007 s'aprovà el trasllat de l'Atlético a l'Estadi Olímpic de Madrid (anomenat popularment com La Peineta), que serà remodelat per acollir 73.000 espectadors. El Vicente Calderón serà enderrocat i en el seu lloc es crearà un gran parc públic que portarà el nom del club.